# أراليا جرداء الوريقات
أراليا جرداء الوريقات (الاسم العلمي:Aralia glabrifoliolata) هي نوع من النباتات تتبع جنس الأراليا من الفصيلة الأرالية.